# Нереалност времена
Нереалност времена (енгл. The Unreality of Time) је најпознатије филозофско дело идеалисте са Универзитета у Кембриџу, Џ. М. Е. МекТагарта (1866–1925). У овом аргументу, први пут објављеном као чланак у часопису Mind 1908. године, МекТагарт тврди да је време нереално јер су наши описи времена или контрадикторни, циркуларни или недовољни. Незнатно другачија верзија аргумента појавила се 1927. године као једно од поглавља у другом тому МекТагартове најпознатије књиге, Природа постојања (The Nature of Existence).
Аргумент о нереалности времена популарно се третира као самосталан аргумент који не зависи од било каквих значајних метафизичких принципа (нпр. како су тврдили Ч. Д. Брод 1933. и Л. О. Минк 1960.). Р. Д. Ингторсон оспорава ово и тврди да се аргумент може разумети само као покушај извлачења одређених последица метафизичког система који МекТагарт представља у првом тому Природе постојања (Ингторсон 1998. & 2016.).
Корисно је размотрити аргумент као да се састоји из три дела. У првом делу, МекТагарт нуди феноменолошку анализу појавности времена, у терминима сада већ познатих А-серије и Б-серије. У другом делу, он тврди да је концепција времена као нечега што формира само Б-серију, али не и А-серију, неадекватна концепција времена јер Б-серија не садржи појам промене. А-серија, с друге стране, чини се да садржи промену и стога је вероватније да представља адекватну концепцију времена. У трећем и завршном делу, он тврди да је концепција времена која формира А-серију контрадикторна и да стога ништа не може бити попут А-серије. Пошто А- и Б-серија исцрпљују могуће концепције о томе како стварност може бити темпорална, а ниједна није адекватна, закључак до којег МекТагарт долази је да стварност уопште није темпорална.

## Феноменолошка анализа: А- и Б-серија
Да би уоквирио свој аргумент, МекТагарт на почетку нуди феноменолошку анализу начина на који нам се време појављује у искуству. Време се појављује, каже он, у облику догађаја који заузимају темпоралне позиције, којих има две врсте. С једне стране, догађаји су ранији и каснији једни од других, а с друге стране, они су будући, садашњи и прошли, и континуирано мењају свој положај у смислу будућности, садашњости и прошлости. Ове две врсте темпоралних позиција представљају догађаје у времену као да стоје у одређеном поретку који МекТагарт назива А-серија и Б-серија. А-серија представља низ позиција одређених као будуће, садашње и прошле, које континуирано прелазе из далеке будућности ка садашњости, и кроз садашњост у далеку прошлост. Б-серија представља низ позиција одређених као раније или касније једна од друге.
Одређења Б-серије важе између догађаја у времену и никада се не мењају. Ако је неки догађај икада ранији или каснији од неког другог догађаја, онда се њихов одговарајући положај у времену никада не мења. Одређења А-серије морају се односити на нешто изван времена, нешто што само по себи не мења свој положај у времену, али у односу на шта догађаји у времену прелазе из будућности, у садашњост, па у прошлост. Изненађујуће, МекТагарт не сугерише садашњост, или САДА, као то нешто чији је положај у времену фиксиран и непроменљив. Он само каже да ће бити тешко идентификовати било какав такав ентитет (с обзиром да је изван времена). Брод објашњава да је МекТагарт веровао да је тешкоћа идентификације овог ентитета сама по себи довољно озбиљна да би га убедила да је време нереално, али сматра да је контрадикција А-серије још убедљивија; из тог разлога он оставља ову конкретну тешкоћу по страни.

## Атемпоралност Б-серије
МекТагарт тврди да је концепција времена као нечега што формира само Б-серију неадекватна јер се Б-серија не мења, а промена је суштина времена. Ако било која концепција стварности представља стварност као непроменљиву, онда је то концепција атемпоралне стварности. Б-серија се не мења јер се односи раније-касније никада не мењају (нпр. година 2010. је увек каснија од 2000.). Догађаји који формирају Б-серију морају стога такође формирати А-серију да би се сматрали да су у времену, тј. морају прелазити из будућности у садашњост, и из садашњости у прошлост, да би се променили.
А- и Б-серија нису међусобно искључиве. Ако догађаји формирају А-серију, они аутоматски формирају и Б-серију (све што је у садашњости је раније од свега у будућности, и касније од свега прошлог). Питање стога није да ли време формира А- или Б-серију; питање је да ли време формира и А- и Б-серију, или само Б-серију.
Заговорници Б-гледишта о времену типично одговарају тврдњом да чак и ако догађаји не мењају своје позиције у Б-серији, из тога не следи да у Б-серији не може бити промене. Овај закључак следи само ако се претпостави да су догађаји једини ентитети који се могу мењати. У Б-серији може доћи до промене у облику објеката који имају различита својства у различитим временима (Брејтвејт 1928; Готшалк 1930; Маренке 1935; Смарт 1949; Мелор 1981. & 98; Оукландер 1984.; ЛеПоадевен 1991.; Дајк 2002).
Сугестија да Б-гледиште о времену може избећи проблем позивањем на партикуларије које трају кроз време и имају различита својства у различитим временима је сама по себи контроверзна, али се генерално претпоставља да је то контроверза која нема никакве везе са МекТагартом. Уместо тога, третира се као засебно питање, питање да ли ствари могу трајати у Б-времену. Међутим, како је Ингторсон тврдио, МекТагарт расправља о варијацији у својствима постојаних ентитета у првом тому Природе постојања, и тамо долази до закључка да варијација у својствима ствари између времена није промена већ пука варијација између темпоралних делова ствари (Ингторсон 2001.).

## Контрадикција А-серије
Нападајући А-серију, МекТагарт тврди да је сваки догађај у А-серији прошли, садашњи и будући, што је контрадикторно јер свако од тих својстава искључује друга два. МекТагарт признаје да контрадикторна природа А-серије можда није очигледна, јер би се чинило да догађаји никада нису истовремено будући, садашњи и прошли, већ само сукцесивно. Међутим, постоји контрадикција, инсистира он, јер сваки покушај да се објасни зашто су они будући, садашњи и прошли у различитим временима је (i) циркуларан јер бисмо морали поново да опишемо сукцесивни ред тих "различитих времена" позивајући се на одређења будућности, садашњости или прошлости, и (ii) ово заузврат неизбежно води ка погубном бесконачном регресу. Погубни бесконачни регрес настаје јер, да бисмо објаснили зашто друго позивање на будућност, садашњост и прошлост не води поново до исте тешкоће, морамо објаснити да се они заузврат примењују сукцесивно и стога морамо поново објаснити ту сукцесију позивањем на будућност, садашњост и прошлост, и таквом објашњењу нема краја. Ваљаност аргумента у корист погубног бесконачног регреса је оно што је добило највише пажње у филозофији времена 20. века.
У каснијој верзији аргумента, у Природи постојања, МекТагарт више не износи приговор циркуларности. То је, вероватно, зато што је до тада почео да третира време (тенсе) као прост и недефинисан појам, и стога не може тврдити да је термине уопште потребно објашњавати да би се применили. Он сада уместо тога тврди да чак и ако се призна да су они прости и недефинисани, и да се стога могу применити без даље анализе, они ипак воде ка контрадикцији.
Филозофи који фаворизују Б-гледиште о времену склони су да МекТагартов аргумент против А-серије сматрају коначним доказом да време (тенсе) укључује контрадикцију. С друге стране, филозофи који фаворизују А-гледиште о времену тешко могу да увиде зашто би се сматрало да аргумент има било какву снагу. Два најчешће навођена приговора су, прво, да МекТагарт греши у вези са феноменологијом времена; да тврди да види контрадикцију у појавности времена, тамо где је она није очигледна. Друго, да МекТагарт греши у вези са семантиком темпоралног дискурса. Идеја је овде да тврдње попут "*М* је садашње, било је будуће, и биће прошло" могу имплицирати контрадикцију само ако се тумаче као да кажу да је *М* истовремено будуће у прошлости, садашње у садашњости, и такође прошло у будућности. Ово читање, тврди се, је апсурдно јер "било је" и "биће" указују на то да не говоримо о томе како *М* тренутно јесте, већ о томе како је *М* некада било, али више није, и како ће бити, али још није. Стога је погрешно сматрати израз као приписивање *М*-у будућности, садашњости и прошлости, све одједном (Маренке 1935; Брод 1938.; Минк 1960; Прајор 1967.; Кристенсен 1974; Лојд 1977; Лоу 1987.).
Ингторсон је тврдио да се разлог за ову несамерљивост између заговорника А- и Б-гледишта налази у преовлађујућем ставу да је МекТагартов аргумент самосталан аргумент. Ако се чита на тај начин, заговорници сваког гледишта ће разумети аргумент у контексту својих одговарајућих гледишта о времену, и доћи до некомпатибилних закључака (1998. & 2016.). Заиста, пажљивијим испитивањем ће се утврдити да МекТагарт експлицитно тврди да у "Нереалности времена" истражује да ли стварност може имати карактеристике које се чини да има у искуству (посебно да је темпорална и материјална) с обзиром на његове раније закључке о томе каква стварност заиста мора бити у Апсолутној Стварности. У уводу другог тома Природе постојања, он каже:
>Полазећи од наших закључака о општој природи постојећег, како су досегнути у ранијим књигама, мораћемо да се запитамо, прво, које од ових карактеристика заиста може поседовати оно што је постојеће, а које од њих, упркос привидно супротном изгледу, не може поседовати ништа постојеће (1927: одељак 295).
И наставља:
>Биће могуће показати да, с обзиром на општу природу постојећег како је претходно одређена, одређене карактеристике, које овде разматрамо по први пут, не могу бити истините за постојеће (1927: одељак 298).
Како Ингторсон примећује, најцентралнији резултат МекТагартовог ранијег истраживања опште природе постојећег у Апсолутној Стварности, истраживања за које МекТагарт тврди да је засновано у потпуности на априорним аргументима (тј. онима који се не ослањају ни на каква емпиријска запажања), јесте да се постојање и стварност подударају и немају степене: или нешто постоји и стога је реално, или не постоји. Из тога одмах следи да, да би будућност и прошлост биле реалне, оне морају постојати. Због тога он тумачи изјаву "*М* је садашње, било је будуће, и биће прошло" као изјаву о *М*-у које постоји у садашњости носећи својство садашњости, и постоји у прошлости носећи својство будућности, и постоји у будућности носећи својство прошлости. Ово тумачење израза, ако је тачно, заиста каже да је *М* будуће, садашње и прошло, што је контрадикторно. Међутим, пошто полази од премисе да будућност и прошлост могу бити реалне само ако постоје, онда остаје да се покаже да је то оно што А-гледиште о времену претпоставља.

## Ц-серија
Дошавши до закључка да стварност не може формирати ни А- ни Б-серију, упркос супротним појавама, МекТагарт сматра неопходним да објасни какав је свет заиста такав да се чини другачијим него што се појављује. Ту на сцену ступа Ц-серија. МекТагарт не говори много о Ц-серији у оригиналном чланку у часопису, али у Природи постојања посвећује јој читавих шест поглавља (1927: погл. 44–49).
Ц-серији се ретко посвећује много пажње. Када се помиње, описује се као "израз синониман са 'Б-серијом' када је ова лишена својих темпоралних конотација" (Шортер 1986: 226). У овоме има зрнца истине, али Ц-серија је више од тога. Уклањање темпоралних карактеристика из Б-серије даје само оно што Ц- и Б-серија имају минимално заједничко, наиме конституенте серије и формалне карактеристике линеарности, асиметричности и транзитивности. Међутим, Ц-серија има карактеристике које Б-серија нема. Конституенти Ц-серије су ментална стања (последица МекТагартовог аргумента у погл. 34 Природе постојања да стварност заиста не може бити материјална), која су међусобно повезана на основу свог концептуалног садржаја у смислу да су укључена у и обухватајућа (1927: одељак 566 & погл. 60). Ови атемпорални односи треба да обезбеде оно што однос раније/касније не може, наиме да објасне зашто илузија промене и темпоралне сукцесије може настати у атемпоралној стварности.

## Утицај
МекТагартов аргумент је имао огроман утицај на филозофију времена. Његову феноменолошку анализу појавности времена прихватили су као добру и истиниту чак и они који чврсто негирају крајњи закључак да је време нереално. На пример, Џ. Н. Финдлеј (1941) и А. Прајор (1967) узели су МекТагартову феноменолошку анализу као полазну тачку у развоју модерне логике времена (тенс логике).
МекТагартова карактеризација појавности времена у терминима А- и Б-серије послужила је да се изоштри контраст између два настајућа и ривалска гледишта о времену која сада познајемо као А- и Б-гледишта о времену. Претпоставка је да А-гледиште, прихватајући реалност времена (тенса), представља време као да је попут А-серије, а да Б-гледиште, одбацујући реалност времена (тенса), представља време као да је попут Б-серије.
Два приговора која МекТагарт развија против концепције времена као нечега што формира А- и Б-серију и даље су два главна приговора са којима се А- и Б-гледишта о времену боре. Наиме, да ли је А-гледиште контрадикторно, и да ли је Б-гледиште у стању да инкорпорира објашњење промене?.
Контроверза око МекТагартовог аргумента за нереалност времена наставља се несмањеном жестином (видети, на пример, Смит 2011.; Камерон 2015.; Мозерски 2015.; Ингторсон 2016.).

## Издања
- J. M. E. McTaggart (1908). "The Unreality of Time". Mind 17: 457–73.
- J. M. E. McTaggart (1927). The Nature of Existence (Volume 2). Cambridge: Cambridge University Press.[1]